# Premis Oscar de 2015
Els Premis Oscar de 2015 - 88th Academy Awards (anglès) - organitzat per l'Acadèmia de les Arts i les Ciències Cinematogràfiques, guardonà els millors films del 2015. Tingué lloc el 28 de febrer de 2016 al Dolby Theatre de Hollywood, Califòrnia. La cerimònia fou presentada, per Jimmy Kimmel i emesa pel canal ABC.

Els nominats pels 88 premis Oscar van ser anunciats el 14 de gener de 2016, al Samuel Goldwyn Theater a Beverly Hills, Califòrnia, pels directors Guillermo del Toro i Ang Lee, el president de l'Acadèmia Cheryl Boone Isaacs, i l'actor John Krasinski. The Revenant va encapçalar les nominacions amb dotze nominacions; Mad Max: Fury Road en segon lloc amb deu.
Spotlight va guanyar dos premis incloent  la millor pel·lícula, i Mad Max: Fury Road va guanyar sis premis, la que més. The Revenant va guanyat tres premis incloent l'Oscar al millor director per Alejandro G. Iñárritu i l'Oscar al millor actor perr Leonardo DiCaprio. Brie Larson va guanyar l'Oscar a la millor actriu per Room, mentre Mark Rylance i Alicia Vikander van guanyar els secundaris per Bridge of Spies i The Danish Girl, respectivament.
Els guanyadors van ser anunciats durant la cerimònia del 28 de febrer de 2016. Amb dos Oscars, Spotlight va ser el primer film des de The Greatest Show on Earth (1952) en guanyar el de la millor pel·lícula amb només un altre premi. Alejandro González Iñárritu es va convertir en la tercera persona en guanyar dos Oscars consecutius pel millor director.
Per les seves prèvies nominacions pel seu paper de Rocky Balboa en Rocky (1976), Sylvester Stallone, nominat al millor actor secundari, va ser la sisena persona per fer el mateix paper en dos pel·lícules diferentes. Amb 87 anys, Ennio Morricone es va convertir en el guanyador més gran en la història dels Oscar. Havent prèviament guanyat per Gravity i Birdman, Emmanuel Lubezki es va convertir en la primera persone en guanyar tres consecutius Oscar a la millor fotografia.

## Premis
En negreta, la resta corresponen als nominats al premi.
| Millor pel·lícula | Millor director |
| --- | --- |
| - Spotlight (Michael Sugar, Steve Golin, Nicole Rocklin i Blye Pagon Faust per Anonymous Content, First Look Media, Participant Media i Rocklin/Faust) - The Big Short (Brad Pitt, Dede Gardner i Jeremy Kleiner per Plan B Entertainment i Regency Enterprises) - Bridge of Spies (Steven Spielberg, Marc Platt i Kristie Macosko Krieger per DreamWorks Pictures, Fox 2000 Pictures, Reliance Entertainment, Participant Media, TSG Entertainment, Afterworks Limited, Studio Babelsberg, Amblin Entertainment i Marc Platt Productions) - Brooklyn (Finola Dwyer i Amanda Posey per BFI, BBC Films, HanWay Films i Wildgaze Films) - Mad Max: Fury Road (Doug Mitchell i George Miller per Kennedy Miller Mitchell, RatPac-Dune Entertainment i Village Roadshow Pictures) - The Martian (Simon Kinberg, Ridley Scott, Michael Schaefer i Mark Huffam per Scott Free Productions, Kinberg GenreTSG Entertainment) - The Revenant (Arnon Milchan, Steve Golin, Alejandro González Iñárritu, Mary Parent i Keith Redmon per New Regency Pictures, Anonymous Content, M Productions, Appian Way, Regency Enterprises i RatPac-Dune Entertainment) - Room (Ed Guiney per Element Pictures, No Trace Camping i Film4) | - Alejandro González Iñárritu per The Revenant - Adam McKay per The Big Short - George Miller per Mad Max: Fury Road - Lenny Abrahamson per Room - Tom McCarthy per Spotlight |
| Millor actor | Millor actriu |
| - Leonardo DiCaprio per The Revenant com a Hugh Glass - Bryan Cranston per Trumbo com a Dalton Trumbo - Matt Damon per The Martian com a Mark Watney - Michael Fassbender per Steve Jobs com a Steve Jobs - Eddie Redmayne per The Danish Girl com a Lili Elbe | - Brie Larson per Room com a Joy "Ma" Newsome - Cate Blanchett per Carol com a Carol Aird - Jennifer Lawrence per Joy com a Joy Mangano - Charlotte Rampling per 45 Years com a Kate Mercer - Saoirse Ronan per Brooklyn com a Eilis Lacey |
| Millor actor secundari | Millor actriu secundària |
| - Mark Rylance per Bridge of Spies com a Rudolf Abel - Christian Bale per The Big Short com a Michael Burry - Tom Hardy per The Revenant com a John Fitzgerald - Mark Ruffalo per Spotlight com a Michael Rezendes - Sylvester Stallone per Creed com a Rocky Balboa | - Alicia Vikander per The Danish Girl com a Gerda Wegener - Jennifer Jason Leigh per The Hateful Eight com a Daisy Domergue - Rooney Mara per Carol com a Therese Belivet - Rachel McAdams per Spotlight com a Sacha Pfeiffer - Kate Winslet per Steve Jobs com a Joanna Hoffman |
| Millor guió original | Millor guió adaptat |
| - Tom McCarthy i Josh Singer per Spotlight - Matt Charman, Ethan Coen i Joel Coen per Bridge of Spies - Alex Garland per Ex Machina - Pete Docter, Meg LeFauve i Josh Cooley (guió); Pete Docter i Ronnie del Carmen (història) per Inside Out - Jonathan Herman i Andrea Berloff (guió); S. Leigh Savidge, Alan Wenkus i Andrea Berloff (història) per Straight Outta Compton | - Adam McKay i Charles Randolph per The Big Short (sobre hist. de Michael Lewis) - Nick Hornby per Brooklyn (sobre hist. Colm Tóibín) - Phyllis Nagy per Carol (sobre hist. de Patricia Highsmith) - Drew Goddard per The Martian (sobre hist. d'Andy Weir) - Emma Donoghue per Room (sobre hist. pròpia) |
| Millor pel·lícula de parla no anglesa | Millor pel·lícula d'animació |
| - Saul fia de László Nemes (Hongria) - El abrazo de la serpiente de Ciro Guerra (Colòmbia) - Krigen de Tobias Lindholm (Dinamarca) - Mustang de Deniz Gamze Ergüven (França) - Theeb de Naji Abu Nowar (Jordània) | - Inside Out de Pete Docter (direcció) i Jonas Rivera (producció) - Anomalisa de Charlie Kaufman i Duke Johnson (direcció); Rosa Tran (producció) - O Menino e o Mundo) d'Alê Abreu (direcció) - Shaun the Sheep Movie de Mark Burton i Richard Starzak (direcció) - Omoide no Mānī d'Hiromasa Yonebayashi (direcció) i Yoshiaki Nishimura (producció)                                                                                               |
| Millor banda sonora | Millor cançó original |
| - Ennio Morricone per The Hateful Eight - Thomas Newman per Bridge of Spies - Carter Burwell per Carol - Jóhann Jóhannsson per Sicari - John Williams per Star Wars episodi VII: El despertar de la força | - Jimmy Napes i Sam Smith (música i lletra) per Spectre ("Writing's on the Wall") - Ahamad Balshe, Stephan Moccio, Jason Quenneville i The Weeknd (música i lletra) per Fifty Shades of Grey ("Earned It") - J. Ralph (música) i Anohni (lletra) per Racing Extinction ("Manta Ray") - David Lang (música i lletra) per Youth ("Simple Song Number 3") - Lady Gaga i Diane Warren (música i lletra) per The Hunting Ground ("Til It Happens to You") |
| Millor fotografia | Millor maquillatge |
| - Emmanuel Lubezki per The Revenant - Edward Lachman per Carol - Robert Richardson per The Hateful Eight - John Seale per Mad Max: Fury Road - Roger Deakins per Sicari | - Lesley Vanderwalt, Elka Wardega i Damian Martin per Mad Max: Fury Road - Love Larson i Eva von Bahr per L'avi de 100 anys que es va escapar per la finestra - Siân Grigg, Duncan Jarman i Robert Pandini per The Revenant |
| Millor direcció artística | Millor vestuari |
| - Colin Gibson; Lisa Thompson per Mad Max: Fury Road - Adam Stockhausen; Rena DeAngelo i Bernhard Henrich per Bridge of Spies - Eve Stewart; Michael Standish per The Danish Girl - Arthur Max; Celia Bobak per The Martian - Jack Fisk; LHamish Purdy per The Revenant | - Jenny Beavan per Mad Max: Fury Road - Sandy Powell per Carol - Sandy Powell per Cinderella - Paco Delgado per The Danish Girl - Jacqueline West per The Revenant |
| Millor muntatge | Millor so |
| - Margaret Sixel per Mad Max: Fury Road - Hank Corwin per The Big Short - Stephen Mirrione per The Revenant - Tom McArdle per Spotlight - Maryann Brandon i Mary Jo Markey per Star Wars episodi VII: El despertar de la força | - Chris Jenkins, Gregg Rudloff i Ben Osmo per Mad Max: Fury Road - Andy Nelson, Gary Rydstrom i Drew Kunin per Bridge of Spies - Paul Massey, Mark Taylor i Mac Ruth per The Martian - Jon Taylor, Frank A. Montaño, Randy Thom i Chris Duesterdiek per The Revenant - Andy Nelson, Christopher Scarabosio i Stuart Wilson per Star Wars episodi VII: El despertar de la força                                                                       |
| Millors efectes visuals | Millor edició de so |
| - Mark Williams Ardington, Sara Bennett, Paul Norris i Andrew Whitehurst per Ex Machina - Andrew Jackson, Dan Oliver, ndy Williams i Tom Wood per Mad Max: Fury Road - Anders Langlands, Chris Lawrence, Richard Stammers i Steven Warner per The Martian - Richard McBride, Matt Shumway, Jason Smith i Cameron Waldbauer per The Revenant - Chris Corbould, Roger Guyett, Patrick Tubach i Neal Scanlan per Star Wars episodi VII: El despertar de la força | - Mark Mangini iDavid White per Mad Max: Fury Road - Oliver Tarney per The Martian - Martin Hernández iLon Bender per The Revenant - Alan Robert Murray per Sicari - Matthew Wood i David Acord per Star Wars episodi VII: El despertar de la força |
| Millor documental | Millor documental curt |
| - Amy de Asif Kapadia i James Gay-Rees - Cartel Land de Matthew Heineman i Tom Yellin - The Look of Silence de Joshua Oppenheimer i Signe Byrge Sørensen - What Happened, Miss Simone? de Liz Garbus, Amy Hobby, i Justin Wilkes - Winter on Fire: Ukraine's Fight for Freedom d'Evgeny Afineevsky i Den Tolmor | - A Girl in the River: The Price of Forgiveness de Sharmeen Obaid-Chinoy - Body Team 12 de David Darg i Bryn Moorser - Chau, Beyond the Lin de Courtney Mash i Jerry Franck - Claude Lanzmann: Spectres of the Shoah d'Adam Benzine - Last Day of Freedom de Dee Hibbert-Jones i Nomi Talisman |
| Millor curtmetratge | Millor curt d'animació |
| - Stutterer'' de Benjamin Cleary i Serena Armitage - Ave Maria& d'Eric Dupont i Basil Khalil - Day One'' de Henry Hughes - Everything Will Be Okay de Patrick Vollrath - Shok de Jamie Donoughue | - Historia de un oso de Pato Escala Pierart i Gabriel Osorio Vargas - Prologue d'Imogen Sutton i Richard Williams - Sanjay's Super Team de Nicole Paradis Grindle i Sanjay Patel - We Can't Live Without Cosmos de Konstantin Bronzit - World of Tomorrow de Don Hertzfeldt |

## Oscar Honorífic

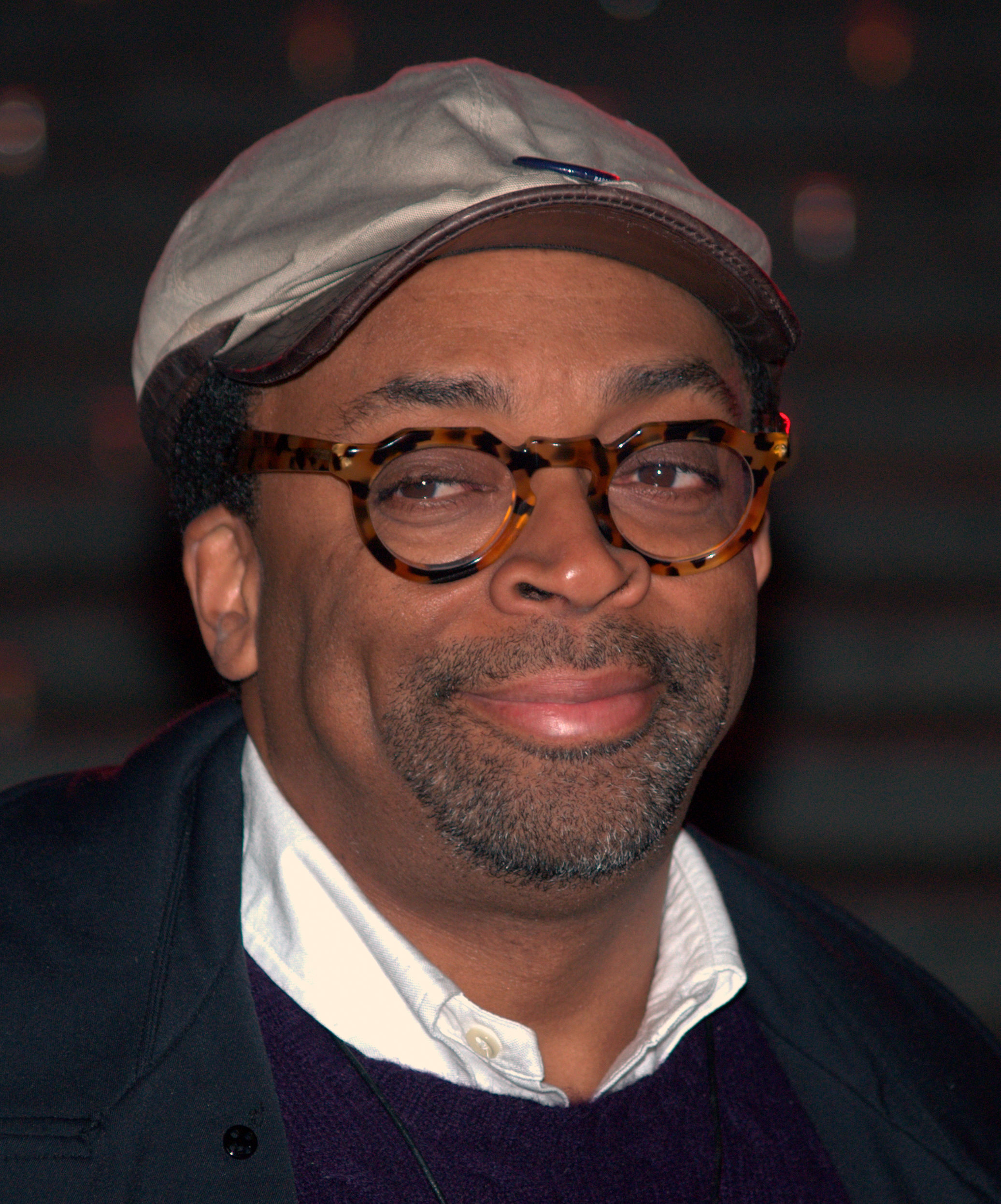
Lee l'any 2009 a Nova York.

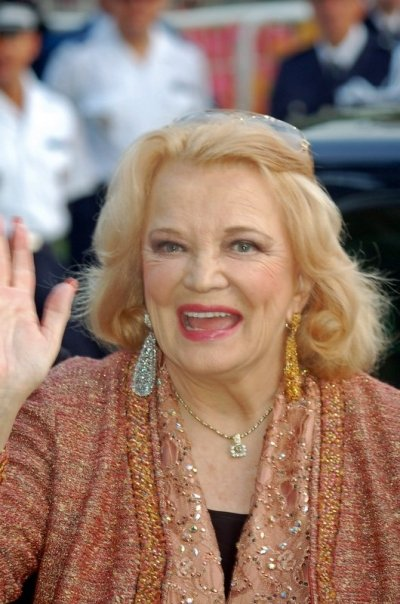
Gena Rowlands a Cannes l'any 2006.

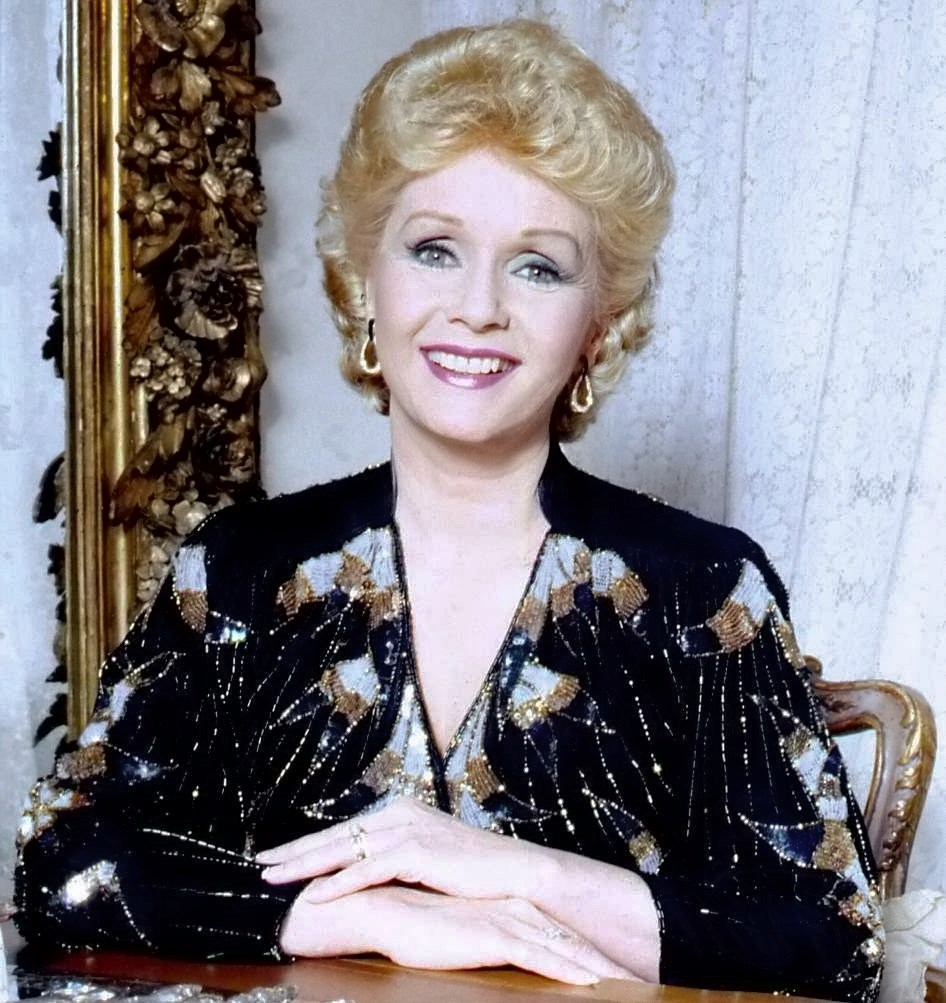
Debbie Reynolds l'any 1987.

- Spike Lee — un campió del cinema independent i una inspiració per a joves cineastes. [estatueta]
- Gena Rowlands — un talent original on la dedicació al seu art li ha valgut el reconeixement mundial com a icona del cinema independent. [estatueta]

## Premi Humanitari Jean Hersholt
- Debbie Reynolds

## Presentadors
| Nom                                               |                                                                                |
| ------------------------------------------------- | ------------------------------------------------------------------------------ |
| Ellen K                                           | Anunciadora dels premis                                                        |
| Emily Blunt Charlize Theron                       | Millor guió original                                                           |
| Russell Crowe Ryan Gosling                        | Millor guió adaptat                                                            |
| Sarah Silverman                                   | Introducció a la interpretació de la cançó nominada "Writing's on the Wall"    |
| Henry Cavill Kerry Washington                     | Presentació de les pel·lícules nominades The Martian i The Big Short           |
| J. K. Simmons                                     | Millor actriu secundària                                                       |
| Cate Blanchett                                    | Millor vestuari                                                                |
| Steve Carell Tina Fey                             | Millor direcció artística                                                      |
| Jared Leto Margot Robbie                          | Millor maquillatge                                                             |
| Jennifer Garner Benicio del Toro                  | Presentació de les pel·lícules nominades The Revenant i Mad Max: Fury Road     |
| Michael B. Jordan Rachel McAdams                  | Millor fotografia                                                              |
| Priyanka Chopra Liev Schreiber                    | Millor muntatge                                                                |
| Chadwick Boseman Chris Evans                      | Millor muntatge de so i millor so                                              |
| Andy Serkis                                       | Millors efectes visuals                                                        |
| Olivia Munn Jason Segel                           | Premis Científics i Tècnics                                                    |
| Kevin, Stuart i Bob Minions                       | Millor curtmetratge d'animació                                                 |
| Xèrif Woody Buzz Lightyear The Squeeze Toy Aliens | Millor pel·lícula d'animació                                                   |
| Kevin Hart                                        | Introducció a la interpretació de la cançó nominada "Earned It"                |
| Kate Winslet Reese Witherspoon                    | Presentació de les pel·lícules nominades Bridge of Spies i Spotlight           |
| Patricia Arquette                                 | Millor actor secundari                                                         |
| Louis C.K.                                        | Millor curtmetratge documental                                                 |
| Dev Patel Daisy Ridley                            | Millor documental                                                              |
| Whoopi Goldberg                                   | Introducció al segment dels premis Honorífics i Premi Humanitari Jean Hersholt |
| Cheryl Boone Isaacs (presidenta AMPAS)            | Presentació sobre la creativitat en el cinema                                  |
| Louis Gossett Jr.                                 | Presentació del tribut "In Memoriam"                                           |
| Abraham Attah Jacob Tremblay                      | Millor curtmetratge                                                            |
| Lee Byung-hun Sofía Vergara                       | Millor pel·lícula de parla no anglesa                                          |
| Joe Biden                                         | Introducció a la interpretació de la cançó nominada "Til It Happens to You"    |
| Quincy Jones Pharrell Williams                    | Millor banda sonora                                                            |
| Common John Legend                                | Millor cançó                                                                   |
| Sacha Baron Cohen Olivia Wilde                    | Presentació de les pel·lícules nominades Room i Brooklyn                       |
| J. J. Abrams                                      | Millor direcció                                                                |
| Eddie Redmayne                                    | Millor actriu                                                                  |
| Julianne Moore                                    | Millor actor                                                                   |
| Morgan Freeman                                    | Millor pel·lícula                                                              |

### Actuacions
| Nom            | Paper                        | Peça                                          |
| -------------- | ---------------------------- | --------------------------------------------- |
| Harold Wheeler | Arranjador musical Conductor | Orquestra                                     |
| Sam Smith      | Performer                    | "Writing's on the Wall" de Spectre            |
| The Weeknd     | Performer                    | "Earned It" de Fifty Shades of Grey           |
| Dave Grohl     | Performer                    | "Blackbird" durant el segment In Memoriam     |
| Lady Gaga      | Performer                    | "Til It Happens to You" de The Hunting Ground |

## Múltiples nominacions i premis
| Nominacions | Pel·lícula                                      |
| ----------- | ----------------------------------------------- |
| 12          | The Revenant                                    |
| 10          | Mad Max: Fury Road                              |
| 7           | The Martian                                     |
| 6           | Bridge of Spies                                 |
| 6           | Carol                                           |
| 6           | Spotlight                                       |
| 5           | Star Wars episodi VII: El despertar de la força |
| 5           | The Big Short                                   |
| 4           | Room                                            |
| 4           | The Danish Girl                                 |
| 3           | Brooklyn                                        |
| 3           | Sicari                                          |
| 3           | The Hateful Eight                               |
| 2           | Ex Machina                                      |
| 2           | Inside Out                                      |
| 2           | Steve Jobs                                      |

| Premis | Pel·lícula         |
| ------ | ------------------ |
| 6      | Mad Max: Fury Road |
| 3      | The Revenant       |
| 2      | Spotlight          |